# Ларёво (Московская область)
Ларёво — деревня в городском округе Мытищи Московской области России на берегах реки Саморядовки. Ближайшие населённые пункты — Некрасовский, Сухарево, Марфино, Федоскино, Лысково, Торфоболото, Шолохово и Трудовая. Население — 64 чел. (2010).

## История
Земли близ старинного сельца Ларёво, на реке Саморядовке, в начале XIV века принадлежали Протасию Фёдоровичу — основателю рода Воронцовых-Вельяминовых, а потом его внуку Фёдору Воронцу. Село Ларёво впервые упоминается в XVI веке. Тогда оно принадлежало думному дьяку, начальнику посольского приказа В. Я. Щелкалову.

Да за Васильем же за Щелкаловым сельцо Ларево пусто, что было преже сего за Некрасом за Ондреевым сыном Глебова в вотчине: пашни пер. сер. земли 30 четв., да лесом поросло 22 четьи с осм. в поле, а в дву потомуж, сена 100 копен, лесу рощи 4 дес.
В 1769 году деревня Ларёво Московского уезда Манатьина Быкова Коровина стана, при селе Марфино, по правой стороне Дмитровского дороги, владение графа Петра Семёновича Салтыкова насчитывает 33 жителя.
Переходя от владельца к владельцу вместе с усадьбой Марфино Ларёво в разные года принадлежало генерал-губернатору города Москвы, генерал-фельдмаршалу И. П. Салтыкову, графу П. И. Салтыкову, графине А. И. Орловой, графу В. Г. Орлову, графине С. В. Паниной.
В 1844 году деревня отошла министру юстиции России графу В. Н. Панину.
В 1859 году Ларёво — владельческая деревня 2-го стана Московского уезда Московской губернии на Дмитровском тракте (из Москвы в Калязин), при реке Сухре, в 35 верстах от губернского города и 26 верстах от становой квартиры, с 24 дворами и 160 жителями (74 мужчины, 86 женщин).
В 1890 году в сельце Ларёво Марфинской волости 4-го стана Московского уезда 198 жителей, в 1899 г. — 242 жителя.
В 1911 году в сельце 39 дворов.
К 1926 году село насчитывало 50 дворов.
Согласно карте 1965 года, в Ларёве существовала школа.
К самой деревне примыкает ДСК «Ларёво-Дачное».
С 1993 по 2007 год на территории соседнего бывшего пионерского лагеря «Космос» находился храм Международного общества сознания Кришны. Ежегодно проходили международные фестивали «СуХАРЕво». Сейчас там находится SPA-отель «Артурс Village & SPA Hotel» (также занимает территорию бывшего пионерского лагеря «Костёр»).

## Население
| 1852 | 1859 | 1890 | 1899 | 1926 | 2002 | 2010 |
| ---- | ---- | ---- | ---- | ---- | ---- | ---- |
| 119  | ↗160 | ↗198 | ↗242 | ↗251 | ↘30  | ↗64  |

## Известные люди, жившие в Ларёве и ДСК «Ларёво-Дачное»
- Айрапетов Рафаэль Антонович (1909 – 1994) — советский артиллерист, гвардии полковник, участник Советско-финской, Великой Отечественной и Советско-японской войн
- Амирова Мария Христиановна — жена одного из 26 бакинских комиссаров А. М. Амирова[18]
- Андреев Борис Фёдорович — советский актёр театра и кино. Народный артист СССР (1962). Лауреат двух Сталинских премий первой степени (1948, 1950)[19]
- Водяницкая, Галина Владимировна — советская актриса театра и кино
- Кумлев, Юрий Владимирович — советский разведчик
- Сидорова (Кандиба) Татьяна Петровна — жена репрессированного священника Сергия Сидорова[18]
- Ульянов Михаил Александрович (1927 – 2007) — народный артист СССР, художественный руководитель Государственного академического театра им. Е. Вахтангова, Герой Социалистического Труда[19][20].
- Хелемендик, Виктор Сергеевич (род. 1934) — советский журналист, педагог, заслуженный работник культуры РСФСР
- Цывина Ирина Константиновна — российская актриса театра и кино, певица, заслуженная артистка РФ, вдова Евгения Евстигнеева.[21]
- Чекалин Александр Алексеевич — генерал-полковник милиции, член Совета Федерации Федерального Собрания Российской Федерации — представитель от исполнительного органа государственной власти Удмуртской Республики
- Ширвиндт Михаил Александрович — российский актёр и телеведущий, сын А. А. Ширвиндта

## Культура
В Ларёве функционирует сельская библиотека.

## Достопримечательности
Памятный обелиск жителям Ларёва, участвовавших в боях Великой Отечественной войны.
Часовня Покрова Пресвятой Богородицы в Ларёве. Деревянная деревенская часовня. Была приписана к церкви Рождества Пресвятой Богородицы в Марфине. Дата постройки не позже 1-й половины XIX в. Не сохранилась.
В 4 км к югу — усадебный ансамбль XVIII века Марфино в редком для Подмосковья стиле псевдоготики (сейчас на территории усадьбы расположен Центральный военный клинический санаторий «Марфинский»).
В лесной зоне на северо-восточной окраине Ларёво дислоцируется воинская часть дивизиона Воздушно-космических сил Российской Федерации с подземным центром управления, являющаяся элементом кольца противовоздушной обороны Москвы.

## Транспорт
Ларёво находится в районе 41 км трассы А104 (Москва — Дмитров — Дубна).
Автобусные маршруты связывают Ларёво с Москвой, Дмитровом, Икшей, Яхромой, Некрасовским, Марфиным и др. (обслуживаются Мострансавто).
Ближайшие железнодорожные платформы: Трудовая и Катуар (2 км) Савёловской железной дороги.